# 김민경 (아나운서)
김민경은 대한민국의 아나운서이다.

## 경력
- 2002년 JIBS 아나운서

## 진행 프로그램
- 김민경의 NOW JEJU